# Mikael Arvidsson
Mikael "Micke" Arvidsson, född 21 januari 1957 i Gösslunda, är en svensk tidigare bandyspelare och tränare, främst förknippad med Villa Lidköping BK.
Arvidsson spelade totalt 403 matcher och gjorde 561 mål för Villa BK/Villa Lidköping BK. Han blev skyttekung i svensk bandy 1981, 1982 och 1983 med 37, 40 respektive 57 mål. 1986 värvades han till IFK Motala där han fick vara med om att ta sitt enda och Motalas första och hittills enda SM-guld, 1987. Han återvände sedan till moderklubben Villa BK, som 1988 bytte namn till Villa Lidköping BK. 1995 avslutade han spelarkarriären där. Han har sedan varit tränare för Villa Lidköping BK i ett par olika omgångar.
1996 restes en trästaty föreställande Arvidsson vid Lidköpings Isstadion. Statyn togs ner 2007 på grund av rötskador. 2015 valdes han in som nummer 24 vid Svensk Bandy Hall of Fame.
Arvidsson är far till bandyspelaren Martin Arvidsson, som spelat över 300 allsvenska matcher samt fyra landskamper, och farfar till bandyspelaren William Arvidsson.